# Carex killickii
Carex killickii är en halvgräsart som beskrevs av Ernest Nelmes. Carex killickii ingår i släktet starrar, och familjen halvgräs. Inga underarter finns listade i Catalogue of Life.